# Alexander Iwanowitsch Muralow
Alexander Iwanowitsch Muralow (russisch Александр Иванович Муралов; * 21. Junijul. / 3. Juli 1886greg. in Gretscheskije Roty bei Taganrog; † 30. Oktober 1937 in Moskau) war ein russischer Agrochemiker.

## Leben
Muralows Vater Iwan Anastassjewitsch Muralow war Kleinbauer und starb 1895. Muralow besuchte das Gymnasium in Borissoglebsk und in Serpuchow, wo er sich 1905 einer bolschewistischen Organisation anschloss. 1906 begann er das Studium an der Universität Moskau. Im September 1907 wurde er wegen revolutionärer Tätigkeiten verhaftet und blieb einige Monate im Gefängnis. Nach dem Studienabschluss 1912 arbeitete er im Ujesd Kaschira im Gouvernement Tula als Privatagronom und Leiter des Laboratoriums des Werchnedneprowski-Versuchsfeldes.
1915 ging Muralow nach Serpuchow, wo er nach der Februarrevolution 1917 in den Serpuchower Sowjet der Arbeiterdeputierten gewählt wurde. Nach der Oktoberrevolution wurde er Vorsitzender des bolschewistischen Komitees und des Exekutivkomitees des Ujesd Alexin. Er wurde 1919 Gouvernementskriegskommissar des Gouvernements Tula und Kommandant der Tulaer Befestigungsanlagen, 1920 Vorsitzender des Moskauer und dann des Donezker Volkswirtschaftsrats, 1923 Vorsitzender des Nischni Nowgoroder Gouvernementsexekutivkomitees, 1928 Vizevolkskommissar, 1930 Volkskommissar für Landwirtschaft der RSFSR und 1933 Vizevolkskommissar für Landwirtschaft der UdSSR.
Muralow war seit 1930 Vizepräsident und ab 1935 Präsident der Sowjetischen Akademie für Landwirtschaftswissenschaften in Moskau als Nachfolger Nikolai Iwanowitsch Wawilows. Er gehörte zu den Theoretikern und Leitern bei der Durchführung der Kollektivierung auf dem Lande. Er wirkte an der Aufstellung des ersten Fünfjahresplans für die Entwicklung der Landwirtschaft der RSFSR mit. Er war Autor vieler wissenschaftlicher Arbeiten zur Agrochemie und zur Landwirtschaft. Unter seiner Redaktion wurde das erste Jahrbuch der Landwirtschaft der UdSSR herausgegeben.
Muralow war Delegierter des IX. und XI.–XVII. Parteitags der KPdSU und Mitglied des Allrussischen Zentralen Exekutivkomitees und des Zentralen Exekutivkomitees der UdSSR.
Muralow wurde am 29. Juni 1937 verhaftet. Das Kriegskollegium des Obersten Gerichts der UdSSR verurteilte ihn am 29. Oktober 1937 wegen Sabotage und Beteiligung an einer konterrevolutionären Organisation zur Höchststrafe. Am 30. Oktober 1937 wurde er erschossen. Er wurde auf dem Moskauer Donskoi-Friedhof begraben. Am 30. Juni 1956 rehabilitierte ihn das Kriegskollegium des Obersten Gerichts der UdSSR. Muralows kurzzeitiger Nachfolger als Präsident der Sowjetischen Akademie für Landwirtschaftswissenschaften war Georgi Karlowitsch Meister.
Muralows älterer Bruder war der Revolutionär Nikolai Iwanowitsch Muralow.
Eine Straße in Alexin trägt Muralows Namen.